# Sheeva Peo
Sheeva Peo (7 novembre 1976) est une haltérophile nauruane. 

## Biographie
Lors des jeux olympiques d'été de 2000, elle participe à l'épreuve d'haltérophilie chez les plus de 75 kilos et devient la première femme de l'histoire de son pays à participer à la compétition olympique. Elle termine à la dixième place de l'épreuve. 